# Startovací komplex 39A
Startovací komplex 39A (anglicky Launch Complex 39A, zkratka LC-39A) je jedna ze tří startovacích ramp startovacího komplexu 39, který se nachází v Kennedyho vesmírném středisku na mysu Canaveral ve Spojených státech amerických. Rampa spolu se startovacím komplexem 39B byla původně navržena pro nosnou raketu Saturn V. Od konce 60. let 20. století se však rampa používala k vypouštění různých misí a programů agentury NASA s posádkou i bez do vesmíru. V roce 2014 byla rampa pronajata společností SpaceX a upravena, aby z ní mohly odlétat jejich nosné rakety Falcon 9 a Falcon Heavy.

## Historie

### Program Apollo
Poté, co Kongres USA spustil program Apollo, bylo vyžadováno masivní rozšíření agentury NASA, včetně rozšíření startovacích míst na Merritt Island. První startovací komplex, původně LC-39C, nyní LC-39A, byl navržen pro starty rakety Saturn V, tehdy největší a nejvýkonnější nosné rakety, která poháněla kosmickou loď Apollo na Měsíc.
První start ze startovacího komplexu 39A se uskutečnil v roce 1967 s prvním startem Saturnu V, který nesl vesmírnou loď Apollo 4 bez posádky. Druhý start bez posádky, Apollo 6, také využil rampu 39A. Jediný let, který startoval z komplexu 39, ale nestartoval z rampy 39A, nýbrž LC-39B, byla mise Apollo 10.

### Skylab
Startovací komplex 39A byl použit také pro bezpilotní let pro vesmírnou stanici Skylab 14. května 1973. Odlétal z rampy 39A, jelikož na let byl použit upravený Saturn V původně postavený pro zrušenou misi Apollo 18. Následné mise pro Skylab odstartovaly z rampy LC-39B, už s nosnými raketami Saturn IB.

### Space Shuttle
S příchodem programu Space Shuttle na počátku 80. let 20. století byla původní struktura odpalovacích ramp přepracována pro potřeby nového raketoplánu. První start z rampy 39A byl v roce 1979, kdy vzlétl raketoplán Enterprise. Od té doby vzlétaly z rampy 39A všechny další starty raketoplánů až do ledna 1986, kdy raketoplán Challenger odstartoval z rampy 39B na poslední misi STS-51-L.
Od té doby se starty různě střídaly s rampu 39B až do 31. května 2008, kdy utrpěla rampa 39A rozsáhlé poškození, zejména betonový příkop používaný k odklonění spalin a plamenů ze SRB. Provoz se opět obnovil v roce 2007, kdy vzlétly tři mise, a vydržel až do roku 2011, kdy odstartoval raketoplán Atlantis na poslední misi. Rampa však zůstala zachována a později si ji pronajmul od roku 2014 SpaceX.

### SpaceX

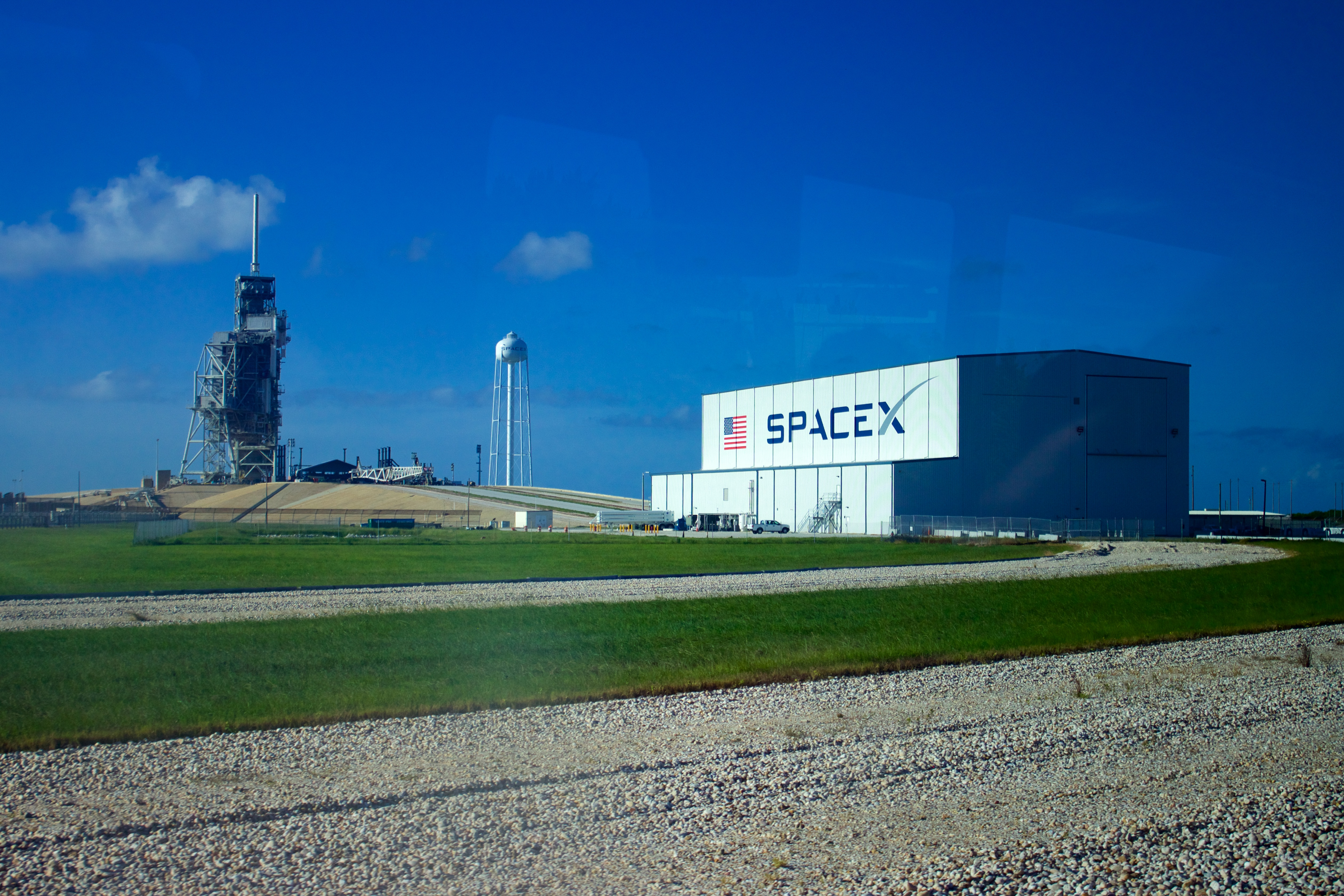
Hangár SpaceX nedaleko rampy 39A

Začátkem roku 2013 NASA veřejně oznámila, že umožní komerčním společnostem pronajmout si startovací komplex 39A a v květnu 2013 oficiálně požádala o návrhy na komerční využití podložky. SpaceX předložil nabídku na výhradní použití startovacího komplexu, zatímco firma Blue Origin předložila nabídku na sdílené nevýhradní využití komplexu. 13. prosince 2013 NASA oznámila, že vybrala SpaceX jako nového komerčního nájemce, přičemž 14. dubna 2014 SpaceX podepsal smlouvu pronájmu LC-39A na 20 let. SpaceX následně začal plánovat vypouštění svých nosných rakety z rampy a postavit nový hangár poblíž. Elon Musk, generální ředitel SpaceX, prohlásil, že chce přesunout většinu startů SpaceX na LC-39A, včetně komerčních letů s nákladem a posádkou na Mezinárodní vesmírnou stanici.

#### Úpravy
V roce 2015 SpaceX postavil Horizontal Integration Facility (HIF) nedaleko odpalovací rampy, aby zde mohly být uložené rakety Falcon 9 a Falcon Heavy a jejich součástky během přípravy na let. Oba typy nosných raket budou přepravovány z HIF na odpalovací rampu na Transporter Erector (TE), který pojede po kolejích po pásové dráze. V roce 2015 byla také na rampě 39A zkonstruována nosná plošina pro Falcon Heavy nad původní plošinou, přičemž práce na budově HIF i na rampě byly v téměř dokončeny koncem roku 2015.
V únoru 2016 SpaceX uvedl, že dokončili a připravili startovací komplex 39A na vzlety. Koncem roku 2014 bylo předběžné datum zkoušky rakety Falcon Heavy stanoveno na 1. července 2015, ale kvůli selhání při startu u rakety Falcon 9 v červnu 2015 musel start SpaceX odložit. Začátkem roku 2016, vzhledem k startu Falconu 9, nebylo jasné, zda Falcon Heavy bude první raketou, která odstartuje z rampy 39A, jelikož by mohla kvůli zdržením vzletět jedna či více misí Falconu 9 z téže rampy. V následujících měsících byl start Falconu Heavy opět několikrát odložen a nakonec posunut na únor 2018.

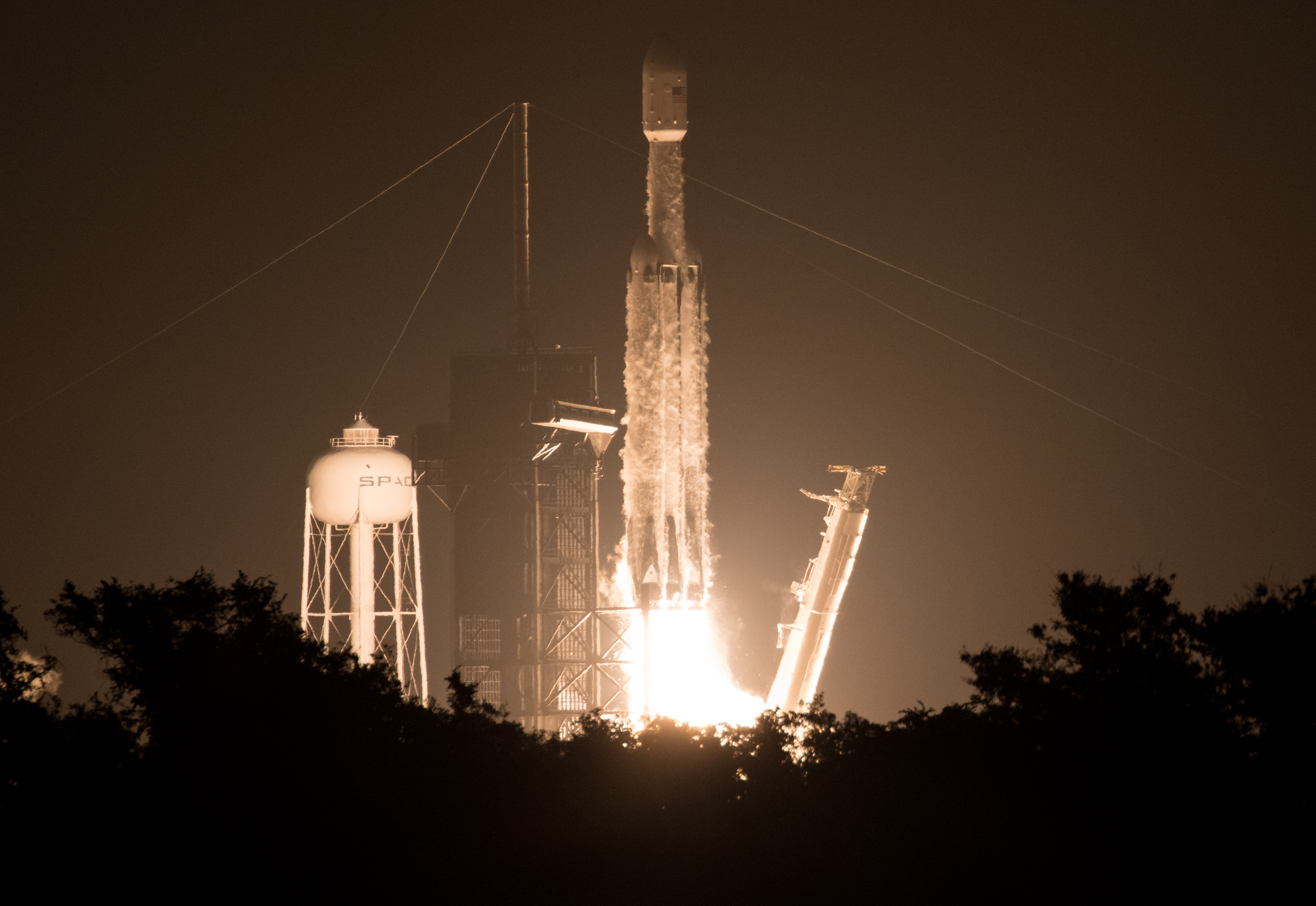
Start rakety Falcon Heavy z rampy 39A 25. června 2019.

V roce 2019 společnost SpaceX zahájila úpravu LC-39A s cílem zahájit práce na první fázi výstavby pro odpálení prototypů supertěžké rakety Starship ze startovací rampy.

#### Vzlety
První start rakety SpaceX z rampy 39A byl SpaceX CRS-10 19. února 2017.
6. února 2018 úspěšně vzlétl z rampy 39A Falcon Heavy, který vynesl do vesmíru automobil Tesla Roadster. Druhý let Falconu Heavy, nesoucí komunikační satelit Arabsat-6A ze Saúdské Arábie, úspěšně odstartoval 11. dubna 2019. Start byl považován za jeden z nejúspěšnějších, jelikož to bylo poprvé, kdy SpaceX dokázal úspěšně přistát všechny tři znovupoužitelné pomocné stupně rakety pro budoucí starty.
Zkušební let Crew Dragon Demo 2 odstartoval s astronauty Bobem Behnkenem a Dougem Hurleym ze startovacího komplexu 39A dne 30. května 2020 a 15. listopadu 2020 vzletěla první mise Commercial Crew Crew 1.